# Děmjanský kotel

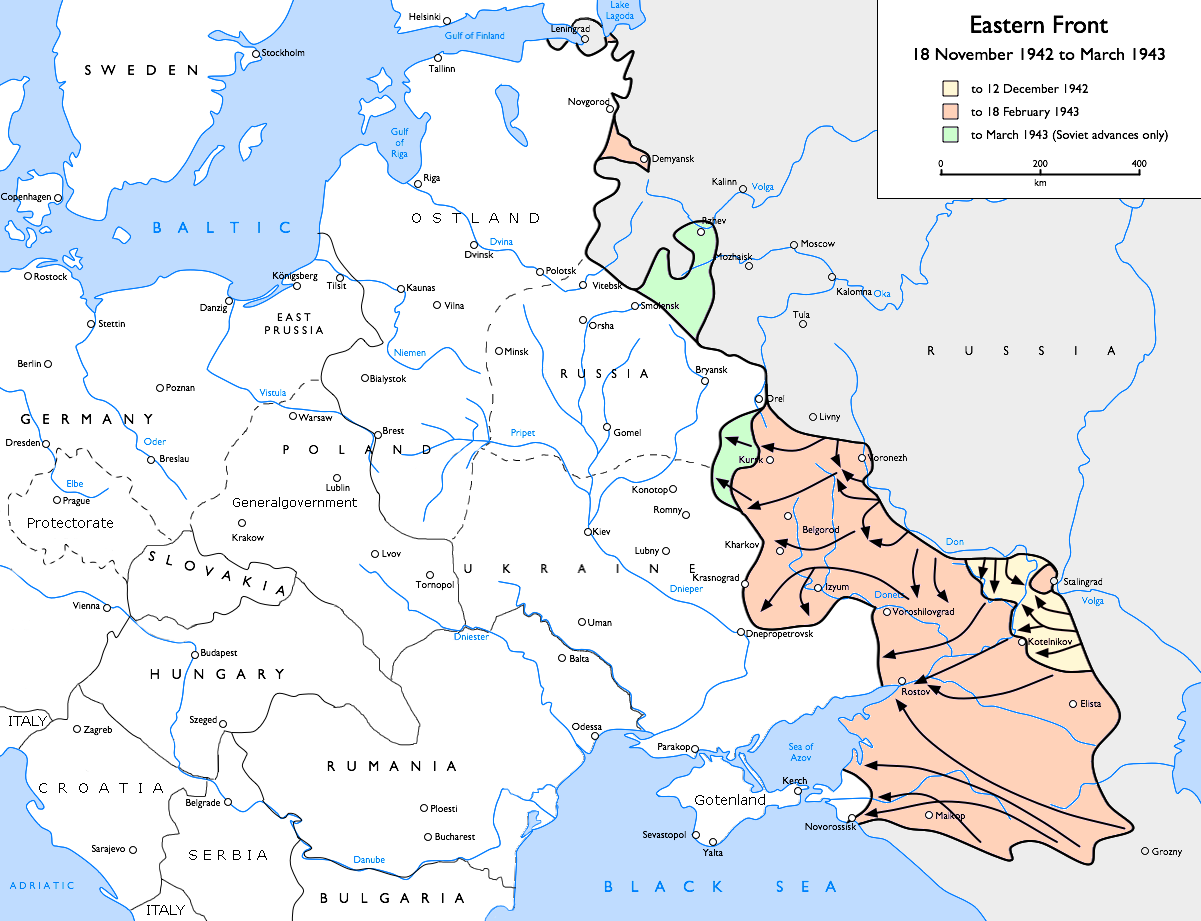
Fronta na přelomu let 1942/43

Děmjanský kotel či Děmjanská kapsa je termín pro dlouhý výběžek v sovětsko-německé frontě za Druhé světové války, o který byly v roce 1942 a 1943 svedeny mohutné boje.
Po bitvě u Moskvy byla německá armáda zahnána čerstvými sovětskými jednotkami zpět na západ místy až o několik stovek kilometrů. Německému 2. armádnímu sboru se však podařilo udržet ve vysunuté baště u Děmjanska. Snahou Rudé armády bylo tento nebezpečný výběžek, který mohl sloužit jako základna k dalším německým ofenzívám zlikvidovat. Sověti  na něj proto soustavně útočili a vyvrcholením byl 8. únor 1942, kdy u Děmjanska obklíčili 12., 30., 32., 123. a 290. divize Wehrmachtu a divize SS Totenkopf. 
Hitler chtěl jednotky za každou cenu v tomto prostoru udržet, a tak nařídil zásobování obklíčených vojsk letecky. Německá armáda bojovala nejen se sověty, ale i s krutými mrazy. Díky úspěšnému leteckému mostu se však podařilo zvládat zásobování. Kotel byl proražen 21. dubna 1942 německými jednotkami, přičemž vznikl koridor, který spojil hlavní německé síly s vyčerpanými jednotkami od Děmjansku. Otevřením kotle se však nic nevyřešilo. Sověti utrpěli mnohatisícové tráty, a zdecimovaná byla i německá vojska. Děmjanská kapsa dále vázala téměř stotisícovou německou armádu, stejně jako značný počet vojáků Rudé armády.
Boje v této oblasti trvaly prakticky až do podzimu roku 1942. 28. listopadu došlo k další sovětské ofenzívě proti německým vojskům. Útok byl zahájen mohutnou dělostřeleckou palbou a Sověti si vytvořili téměř absolutní nadvládu ve vzduchu. Německá obrana, která zde byla v uplynulých měsících vybudována, však byla příliš silná a neumožňovala rychlý postup Rudé armády. Sověti do poloviny ledna ztratili deset tisíc mužů a přes 400 tanků. Německé ztráty na lidech však byly vyšší, čítaly téměř 18 tisíc mrtvých, raněných a nezvěstných. Německé velení zvážilo situaci a rozhodlo o postupném vyklizení kotle. Sovětská vojska byla v této době přeskupena, došlo k jejich doplnění a 15. února 1943 začal další útok Rudé armády. Německým vojskům se však za těžkých ústupových bojů podařilo poměrně úspěšně do 27. února 1943 vyklidit Děmjanskou kapsu a vyhnout se tak hrozícímu obklíčení.